# Werkén
Un werkén o werke (del mapudungun werken, «mensajero»), también escrito huerquén o huerque, es una de las autoridades tradicionales del pueblo mapuche. Cumple funciones de consejero del mundo o lonco y suele ser el portavoz de su comunidad. En otros tiempos, debían memorizar largos mensajes para comunicarlos con fidelidad a otros loncos.
En tiempos de guerra entre comunidades mapuche y con otros pueblos indígenas durante la época precolombina, así como también posteriormente con los conquistadores españoles con el establecimiento del Imperio español, un werkén fungía como un negociador de acuerdos de paz, treguas y las funciones vinculadas a la diplomacia, donde debía utilizar sus habilidades de oratoria para conseguir acuerdos y defender los intereses de su tribu, además de dominar a la perfección los protocolos y convencionalismos adoptados por la sociedad mapuche.
En un sentido metafórico, todos los niños eran formados para ser werkines de su comunidad, cuya misión era servir como mensajeros de su cultura y así poder transmitirla a su descendencia, sin embargo, oficialmente tan solo uno podía ejercer dicho cargo dentro de un lof.

## Werkenes
- Consejo de Todas las Tierras: Aucán Huilcamán
- Comunidad autónoma de Temucuicui: Jorge Huenchullán[2]
- Coordinación Newen de Tranguil: Rubén Collio[3]
- Alianza Territorial Mapuche: Mijael Carbone[4]